# مبلغ الأرب في فخر العرب
مبلغ الأرب في فخر العرب هو أحد الكتب التي تحدثت عن فضائل العرب وما ورد عنهم في الاحاديث النبوية والأثر، ألفه ابن حجر الهيتمي.